# 日本とクロアチアの関係
本項では、日本とクロアチアとの二国間関係（クロアチア語: Hrvatsko-japanski odnosi、英語: Croatia–Japan relations）について述べる。
1941年から1945年にかけて両国は正式な同盟関係（日独伊三国同盟）にあり、2009年以降には準同盟関係（日米同盟およびNATOによりアメリカ合衆国を共通の同盟国とする関係）となっており、日本とクロアチアは伝統的に深い友好関係にある。

## 両国の比較
|             | クロアチア                  | 日本                            | 両国の差                   |
| ----------- | --------------------------- | ------------------------------- | -------------------------- |
| 人口        | 428万5000人（2012年）       | 1億2711万人（2015年）           | 日本はクロアチアの約29.7倍 |
| 国土面積    | 5万6594 km²                 | 37万7972 km²                    | 日本はクロアチアの約6.7倍  |
| 首都        | ザグレブ                    | 東京                            |                            |
| 最大都市    | ザグレブ                    | 東京                            |                            |
| 政体        | 議院内閣制                  | 議院内閣制                      |                            |
| 公用語      | クロアチア語ラテン文字      | 日本語（事実上）                |                            |
| 国教        | なし                        | なし                            |                            |
| GDP（名目） | 489億3200万米ドル（2015年） | 4兆1162億4200万米ドル（2015年） | 日本はクロアチアの約84.1倍 |
| 防衛費      | 7億5500万米ドル（2015年）   | 409億米ドル（2015年）           | 日本はクロアチアの約54.2倍 |

## 歴史

### 明治維新以前のクロアチアと日本の関係（～1868年）
クロアチアを領有していたオーストリア帝国が二重帝国体制に移行して明治政府の日本と国交を樹立するまで、日本とクロアチアの交流を史料で確認することはできない。但し、1254年生まれのマルコ・ポーロがダルマチア諸島のコルチュラ島出身であるという説を採用した場合、13世紀末頃に書かれた『東方見聞録』において日本を「ジパング」 (Zipangu) の名で紹介した事跡をして日本とクロアチアの初の接点とも言える。

### クロアチア＝スラヴォニア王国と大日本帝国の関係（1868～1918年）
クロアチア＝スラヴォニア王国は「王国」を名乗っていたが、実際にはオーストリア＝ハンガリー帝国内の一自治領に過ぎなかった。この期間における日本とクロアチアとの外交関係は、オーストリア＝ハンガリー帝国を仲介するものであった。尚、日本とオーストリアの外交関係は、1869年の日墺修好通商航海条約締結を以て嚆矢とする。
1914年6月28日、オーストリア＝ハンガリー帝国の皇位継承者夫妻がサラエヴォで暗殺され、その1ヶ月後の7月28日にオーストリア＝ハンガリーがセルビアに宣戦布告したことにより、第一次世界大戦が勃発。翌8月4日、イギリスが、オーストリア＝ハンガリーと同盟関係にあったドイツ帝国に宣戦布告。当時イギリスと同盟関係にあった日本は、同月23日にはドイツに対して、その2日後の25日にはオーストリア＝ハンガリーに対して宣戦布告した。これにより、形式上ではあるにせよ、オーストリア＝ハンガリーの自治領であったクロアチア＝スラヴォニア王国もまた自動的に日本と交戦状態に入った。しかし、1918年の後半にもなるとオーストリア＝ハンガリーら同盟国の劣勢が確定的となって、まずは10月29日にオーストリア＝ハンガリーからスロベニア人・クロアチア人・セルビア人国が分離し、続く12月1日、既に独立国として存在していた連合国のセルビア王国が同国を糾合してセルビア人・クロアチア人・スロベニア人王国（後年、ユーゴスラビア王国と改称）を成立させ、クロアチアは同盟国から離脱して連合国の仲間入りをするに至った。この同盟国からの離脱と同時に、クロアチアと日本の交戦状態もまた解消した。第一次大戦のうちクロアチアと日本が交戦関係にあったこの約4年半こそが、両国が交戦関係にあった歴史上唯一の期間である。また、クロアチア＝スラヴォニア王国は外交の権限をオーストリア＝ハンガリーに完全に奪われていたので、有史以来、独立国としてのクロアチアが日本と交戦したことは一度もないという見方も可能である。

### クロアチア独立国と大日本帝国の関係（1941〜1945年）

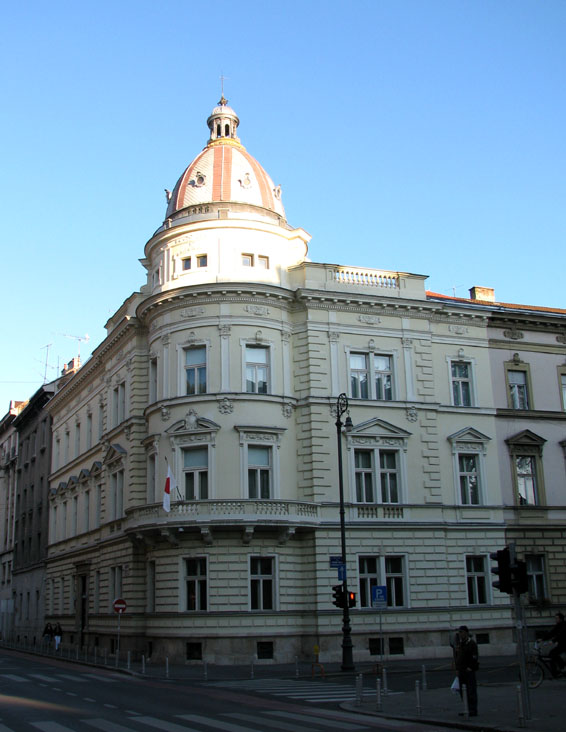
ザグレブ市内の在クロアチア日本国大使館

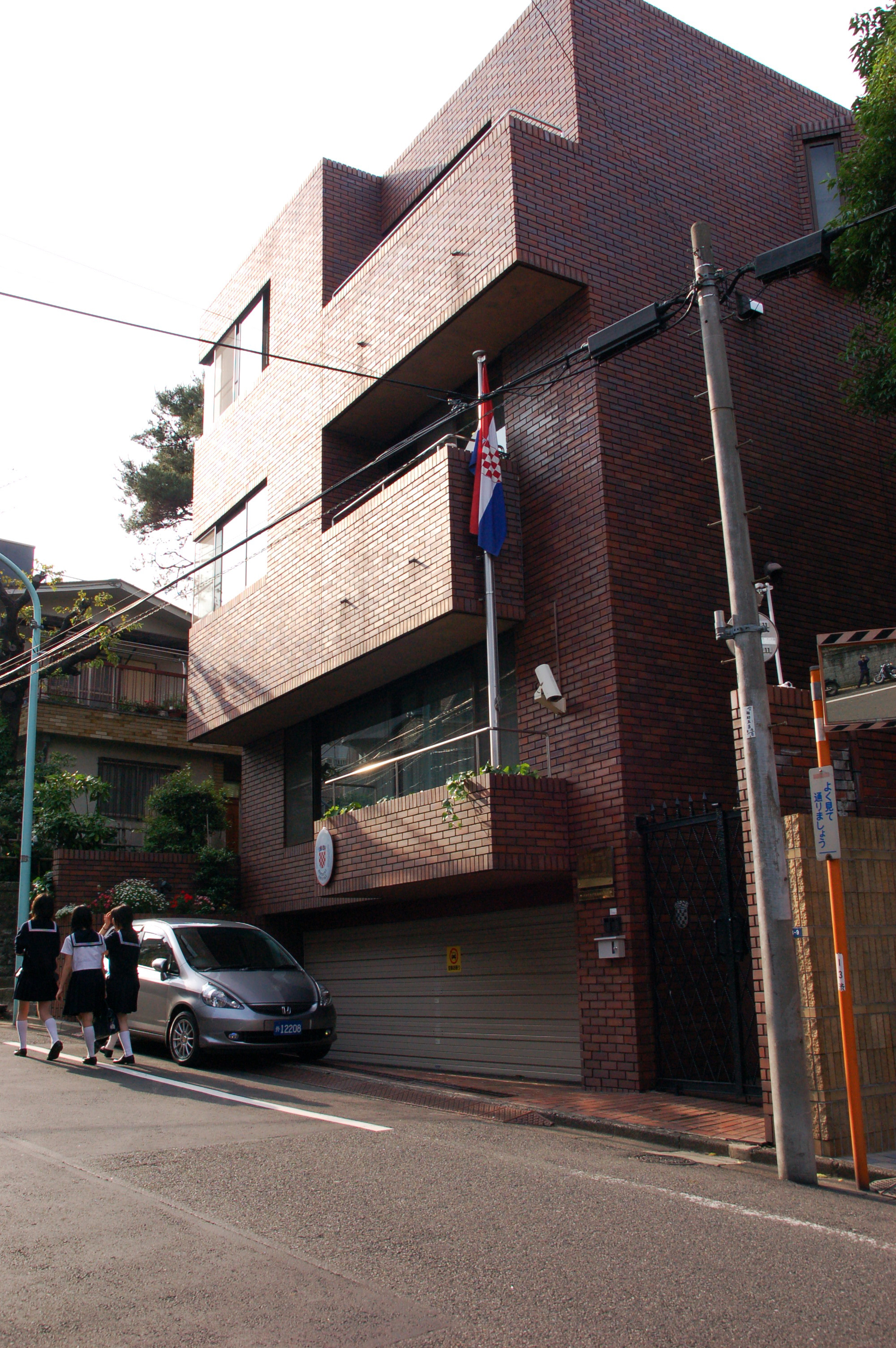
東京都内の在日本クロアチア大使館

1941年4月10日、クロアチア独立国はユーゴスラビア王国からの独立を宣言。同年6月7日、大日本帝国はクロアチア独立国の独立を承認。同15日、クロアチア独立国は日独伊三国同盟へ参加し、続く26日には日独伊防共協定にも加わり、日本とクロアチアの両国の間に強固な同盟関係が築かれた。しかし、クロアチアは、同じく日本と同盟を結んでいたイタリアとダルマチアの領土問題を抱えていたため、日本はイタリアへの外交配慮を重視し、1943年9月8日にイタリアが連合国に無条件降伏して枢軸国から離脱するまで、クロアチア国内に大使館も在外公館も設置しなかった。
1943年12月15日、ベルリンに駐在していた日本の外交官、三浦和一と橋爪三男の両名が、クロアチアの首都ザグレブ市内のホテルを借りて帝国代表部の事務所を開設。簡素ながらも、この事務所は、日本が独立国としてのクロアチアに設置した最初の在外公館である。翌1944年の2月11日付で、日本は在クロアチア帝国公使館を開館し、代表部から公使館に昇格し、三浦和一が同公使館の代理公使に就任した。
1945年4月29日にザグレブ市内で昭和天皇の誕生日パーティが開かれるなど、日本とクロアチアの間には友好関係が保たれていたが、その前日28日にはベニート・ムッソリーニが殺害の上、死体を晒し者にされ、天皇誕生日の翌日30日にはアドルフ・ヒトラーが自殺するなど、欧州における枢軸国の劣勢は覆いがたくなっていた。そのため、三浦代理公使らは、翌5月5日までに重要書類を焼却した後、同日、帝国公使館は閉鎖された。同8日、クロアチア独立国はパルチザンら連合国側の攻勢を支えきれず崩壊し、ユーゴスラビアに再併合されるに至る。これにより、日本とクロアチアの同盟関係もまた同時に解消された。

### クロアチア社会主義共和国と大日本帝国の関係（1943〜1945年）
1941年6月7日から1945年5月8日まで、大日本帝国はクロアチア独立国を正当な政府として認め、かつ同盟関係を結んでいたため、ユーゴスラビア民主連邦及び同連邦下のクロアチア社会主義共和国を、正当な政府として承認していなかった。

### クロアチア社会主義共和国と日本国の関係（1945〜1991年）
1952年4月、日本国はユーゴスラビアとの国交を樹立。この期間における日本とクロアチアとの外交関係は、ユーゴスラビア連邦政府を仲介するものであった。

### クロアチア共和国と日本国の関係（1991年〜）
1991年、クロアチア共和国はユーゴスラビア連邦からの離脱と独立を宣言。1992年6月25日、日本が主権国家としてのクロアチア共和国を承認。1993年3月5日、日本国とクロアチア共和国は両国の間で正式に国交を築いた。同年中にクロアチア政府が在日本大使館を東京に開設、1998年2月1日には日本政府が在クロアチア大使館をザグレブに開設した（それまでは在オーストリア大使館が兼務していた）。
2002年、当時皇籍にあった紀宮清子内親王がクロアチアを訪問した。
2009年4月、クロアチアはアルバニアと同時にNATOに加盟。これによりクロアチアは、日米安保体制下にある日本とはアメリカを共通の同盟国とする準同盟関係になった。
2011年3月11日に日本の東北・関東地方を襲った大地震を受けて、折からザグレブ市内を行進していた5000人のデモ隊が、日本大使館の前で立ち止まって献花や黙祷を捧げて哀悼の意を表明したり、クロアチア赤十字社より、銀行への送金により集めた21万281クーナ（約327万円）の寄付金、専門ダイヤルによる電話を通じて集めた8万8389クーナ（約138万円）の寄付金、クロアチア共和国政府が拠出した350万クーナ（約5448万円）の寄付金を、日本赤十字社へ東日本大震災の義援金として贈ったりするなど、クロアチア国民は日本に対する根強い連帯感を示した。

## 経済
日本からクロアチアへの主な輸出品目は自動車、電気機器などであり、またクロアチアから日本への主な輸出品目はマグロ、ワインなどである。

## 防衛交流

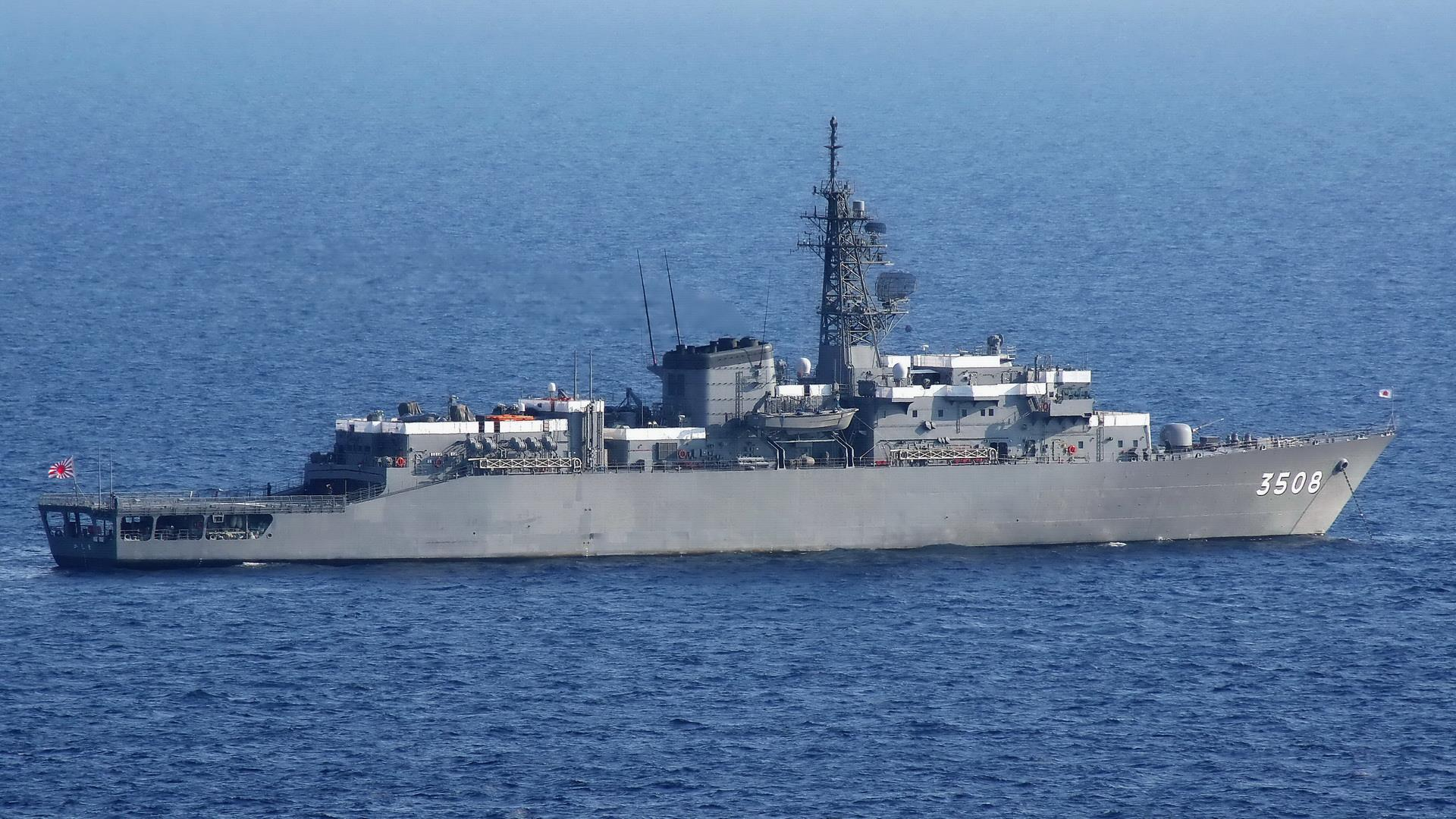
スプリト沖を航行する海自の練習艦「かしま」（2013年9月2日）

2013年9月、海上自衛隊の練習艦「かしま」が、日本とクロアチアの国交樹立20周年を記念して、リエカに次ぐクロアチア第二の港町でありダルマチア地方で最大の港町スプリトに寄港した。これが、海自の艦艇による初のクロアチア訪問である。かしま艦上で開かれたパーティーでは、スティエパン・メシッチ元大統領、辻優駐クロアチア大使、北川文之海将補などが参加し、海自の音楽隊とクロアチア共和国軍オーケストラが協演するなど、両国の親睦を深めた。

## 文化交流

### 姉妹都市
日本とクロアチアの以下の都市が姉妹都市提携を結んでいる。うち川崎市と京都市は、ユーゴスラビア時代に締結された姉妹都市提携をそのまま継続する形となっている。
- 川崎市 -  リエカ（1977年6月23日より[15]）
- 京都市 -  ザグレブ（1981年10月22日より[16]）
- 碧南市 -  プーラ（2007年4月5日より[17]）

ホストタウン
十日町市（新潟県）-　クロアチア共和国（２０１６年1月２６日より）
２００２FIFAワールドカップの事前キャンプから、友好関係が続いている。

### スポーツ
日本において独立後のクロアチアとの交流は、サッカーや格闘技を通じて広く知られている。
サッカーでは、日本の三浦知良が1998年から1999年にかけてディナモ・ザグレブで、伊野波雅彦が2011年から2012年にかけてハイドゥク・スプリトでプレーをした。一方、クロアチアからはゴラン・ユーリッチやイゴール・ツビタノヴィッチらといったクロアチア代表選手が日本のクラブでプレーをした。
両国の代表チームはFIFAワールドカップの舞台で3度の対戦経験があり、1998 FIFAワールドカップではグループリーグで対戦しクロアチアが1対0で勝利した。2006 FIFAワールドカップではグループリーグで対戦し0対0の引き分け。2022 FIFAワールドカップでは決勝トーナメント1回戦で対戦。延長戦で1-1と決着は付かず、PK戦の末3-0でクロアチアの勝利に終わっている(公式記録上は引き分け)。
格闘技については、日本国内で興行されていたK-1やPRIDEにおいて活躍したミルコ・クロコップが知られている。古くは1961年と1977年に来日して大型バスを引っ張るデモンストレーションで話題を呼んだプロレスラーのグレート・アントニオもクロアチア出身である。
また、クロアチアは旧ユーゴスラビア時代からのテニス強豪国でもあるが、クロアチアのテニスは日本において長らくテニス関係者や愛好家の間でしか知られていない状態であった。しかし、錦織圭がイボ・カロビッチ、イワン・ドディグ、マリン・チリッチなどと対戦したことで、日本でもクロアチアのテニスが注目されるようになった。

### 音楽
NHK交響楽団の名誉指揮者としてたびたび来日し今なお高い人気を誇るロヴロ・フォン・マタチッチはクロアチア出身である。ただし、彼の最後の来日は1984年であり現役当時はユーゴスラビア出身と紹介されていた。また、クロアチアの代表的なオーケストラであるザグレブ・フィルハーモニー管弦楽団では、1990年に大野和士が首席指揮者に就任しており、大野の在任中に初来日を果たしている。

### クロアチアにおける俳句

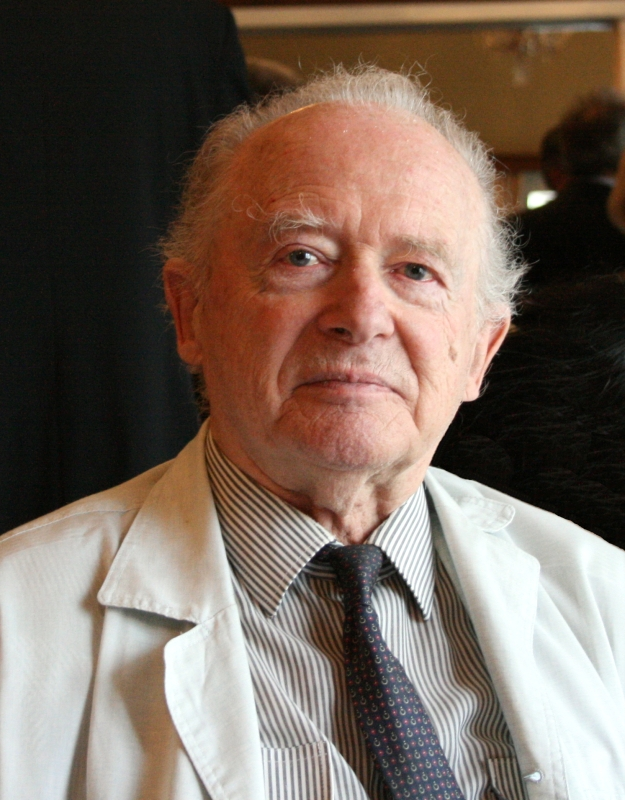
クロアチアに俳句を紹介したヴラディミル・デヴィデ博士（2008年6月17日、当時83歳）

1925年に生まれ、1952年から1990年にかけてザグレブ大学などで教鞭を執っていた数学者、電気工学者のヴラディミル・デヴィデ博士は、1970年からクロアチア作家協会に所属する文人でもあった。同年、デヴィデ博士は『日本の詩「俳句」、そして俳句の文化的な枠組み』 (Japanska haiku poezija i njen kulturnopovijesni okvir) という俳句に関する著作を出版したことを皮切りに、俳句を中心とした日本文化の研究、発表、普及に貢献し、日本に関する研究書だけで10点以上もの著作を上梓した。また、デヴィデ博士は1981年からクロアチア・ペン・センター（クロアチア語: Hrvatski P.E.N. Centar、国際ペンクラブのクロアチア支部）に所属し、1983年には、俳句などの日本文化をクロアチアに広めた功績を讃えられて勲三等瑞宝章を受勲している。後年、世界俳句協会の顧問なども務めた。博士自身の手による俳句の詩作は、日本文化や数学に関する著作と比べると数が少ないが、1990年代に4点の作品を上梓している。デヴィデ博士は日本人のご夫人を残して2010年に85歳で亡くなったが、その名はヴラディミル・デヴィデ俳句賞 (Vladimir Devidé Haiku Award) などに今なお残っている。
ヴコヴァル出身の文学者レネ・マトウシェクも俳句に影響を受けたクロアチア人の一人で、まだ彼が20代であった1980年代の前半頃から俳句を作り始めた。しかし、1991年8月25日、連邦軍の軍事支援を受けて戦車や重火器で武装する約3万6000人のセルビア人勢力がヴコヴァルに攻撃を仕掛けた。この戦闘が開始されたことは、若き詩人マトウシェクの運命をも決定づけた。ヴコヴァルを防衛するクロアチア人勢力の守備隊は僅か2000人でしかなく、全く勝ち目のない戦いであったが、彼は町を捨てて逃げることを潔しとせず、ヴコヴァルに踏み止まって無線で町の状況を知らせ続けた。だが、33歳のマトウシェクは11月20日を最後に消息を絶った。マトウシェクは長らく行方不明とされていたが、2002年11月14日にザグレブの法科学鑑定研究所が共同墓地に埋葬されていた複数の身元不明の遺体から彼の遺体を特定して、1991年11月20日から21日にかけて連邦軍やセルビア人民兵によって行われた虐殺で亡くなっていたことが判明した。同月22日、マトウシェクの遺体は改めてヴコヴァルの「クロアチア守護者の路地」 (Aleja hrvatskih branitelja) に埋葬されることになった。2008年、彼の名前を記念した「レネ・マトウシェク」国際俳句会合が、クロアチアの画家であり文人でもあるトミスラヴ・マリヤン・ビロスニッチによって開催された。ビロスニッチもまた、俳句に影響を受けたクロアチア人のうちの一人であり、これまでに8点の俳句詩集を出版している。

### 日本におけるクロアチア語教育
これまで、日本で高等教育機関においてクロアチア語の専門課程が設けられたことは一度もない。但し、外国語科目としてクロアチア語の講座を設けている大学はある。
クロアチアがユーゴスラビアから独立する前の1988年、大阪外国語大学（後の大阪大学外国語学部）でセルビア人の山岸リリャーナが講師となって日本で初となるセルビア・クロアチア語の講座が開始。ユーゴスラビア解体以前、クロアチア語はセルビア語と同一言語の一方言と見なされて「セルビア・クロアチア語」と呼ばれていたので、大阪外国語大学のセルビア・クロアチア語講座を以て日本初の高等教育機関におけるクロアチア語の講座と見なすことも不可能ではない。
1997年12月、ザグレブ大学に留学経験のある三谷惠子筑波大学助教授（肩書きは当時。以下同）が、日本語で書かれたものとしては初となるクロアチア語の文法書『クロアチア語ハンドブック』を上梓した。翌1998年、東京大学で前述の三谷助教授によるクロアチア語の講座が始まった。セルビア・クロアチア語から分離したクロアチア語を高等教育機関で教授する講座としては、これが日本初となる。同年12月、同じく三谷助教授がクロアチア語の辞書『クロアチア語常用6000語』を上梓。この辞書は収録6000語と小規模ながらも、日本語で引ける初めてのクロアチア語の辞書である。

### クロアチアにおける日本語教育
2004年にザグレブ大学哲学部インド極東学科に日本語コース、日本研究コースが開設された。その他、高校での日本語の授業が普及しつつあり、SPES、スヴェツキ・イェジッチ、ラテイナ、スヴァグ、エンベの語学専門の高等学校で日本語が教えられている。地方都市のリエカでもクルブ・ムラディフ・リエカ (Klub mladih Rijeka) というNPOが日本語を教えている。2014年には第13回となる全国スピーチコンテストが開催された。日本語教師会も活動している。

## 外交使節

### 駐日クロアチア大使
1. ミドハト・アルスラナギッチ（1993～1994年、信任状捧呈は9月16日[31]）
2. アンジェルコ・シミッチ（1995～1997年[32]、信任状捧呈は9月8日[33]）
3. ダボリン・ムラカル（クロアチア語版）（1998～2000年[34]、信任状捧呈は6月30日[35]）
4. ドラゴ・ブヴァチュ（クロアチア語版）（2001～2005年、信任状捧呈は4月4日[36]）
5. ドラゴ・シュタンブク（クロアチア語版、英語版）（2005～2010年、信任状捧呈は12月14日[37]）
  - （臨時代理大使）サニン・ヴラステリッツァ（2010～2011年）
6. ミラ・マルティネツ（2011～2015年、信任状捧呈は6月14日[38]）
  - （臨時代理大使）イゴール・メルリン（2015年）
7. ドラジェン・フラスティッチ（2015年～、信任状捧呈は12月25日[39]）